# 低表面輝度銀河
低表面輝度銀河(Low surface brightness galaxy)は、地球から見た時の表面輝度が夜空の環境よりも少なくとも1等級以上低い希薄な銀河である。
ほとんどの低表面輝度銀河は矮小銀河であり、このような銀河に含まれるほとんどのバリオンは、中性水素ガスである。非バリオン暗黒物質の95%以上の質量を持つと考えられている。このような銀河では、超新星は見られない。
回転曲線の測定によって、質量-光度比が非常に高いことが示唆され、恒星や明るいガスが全体の質量にほとんど貢献していないことが示唆された。低表面輝度銀河の中心には、通常の渦巻銀河の銀河バルジのような密度の過剰な領域は見られない。そのため、中心部まで暗黒物質が占めていると考えられており、暗黒物質の研究の格好の素材となっている。
よく研究されている高表面輝度銀河と比べ、低表面輝度銀河は主に、銀河群等に属さない散在銀河であり、ほかの銀河のない領域に存在する。過去には星形成の引き金となるような他の銀河との潮汐相互作用や融合もほとんどなかった。これは、このような銀河に恒星の量が少ないことも説明しうる。
低表面輝度銀河は、1976年にマイケル・J・ディズニーによって存在が理論化された。最初に存在が証明された低表面輝度銀河は、1986年に発見されたMalin 1である。これは、最初に発見された巨大低表面輝度銀河でもあった。さらに発見時には、既知の最大の渦巻銀河でもあった。

## 例
- アンドロメダ座V
- ペガスス座矮小楕円体銀河
- IC 10
- Malin 1
- Malin 2
- ほうおう座矮小銀河
- いて座矮小不規則銀河
- ろくぶんぎ座A
- ろくぶんぎ座B